# Boulettes en Italie
En Italie, la boulette – en italien polpetta (polpette au pluriel) – a certaines spécificités. C'est un plat à base de viande (la boulette de viande, en italien polpetta di carne), de légumes ou de poisson (la boulette de poisson, en italien polpetta di pesce), ou parfois des restes d'une potée. Elle contient parfois des épices et des plantes aromatiques mélangées à des jaunes d'œufs, de la farine et de la chapelure. Une fois la pâte préparée, des portions sont prélevées qui, écrasées et travaillées, acquièrent leur forme arrondie caractéristique.
Elles peuvent être cuites au four, frites, poêlées ou en sauce.

## Étymologie
Le mot polpetta vient possiblement de polpa, « chair », en raison de la viande désossée utilisée pour sa préparation.
Une autre possibilité est que mot polpetta vient du français paupière devenu paupiette en français puis polpetta en italien. En français le mot paupiette désigne une boulette de viande enfermée dans une fine tranche de veau, alors qu'en italien une polpetta est une simple boulette de viande.

## Histoire
On trouve des boulettes dans la cuisine antique : les globi à base de fromage et de miel, les offulae à base de viande ou de céréales. 
Le mot « polpetta » apparaît pour la première fois au XVe siècle grâce au Libro de Arte Coquinaria du maestro Martino, cuisinier du patriarche alors camerlingue de la Sainte Église romaine du Patriarcat d'Aquilée. Dans le chapitre I de ce livre – écrit en langue vernaculaire – l'auteur décrit les meilleures façons, selon lui, de cuisiner diverses coupes de viande provenant de différents animaux. En décrivant la préparation de ce qu'il définit comme une polpetta, Maestro Martino semble cependant faire allusion à un plat d'escalopes de veau enroulées dans du lard et cuites à la broche.
En 1648, dans L'Économie du citoyen en ville de l'agronome et gastronome bolognais Vincenzo Tanar, figurent les premières polpette de viande hachée, facies avec de la ricotta, du parmesan, de l'ail, des raisins secs, des œufs, du pain trempé dans le bouillon, des épices et des groseilles.

## Polpetteselon Pellegrino Artusi

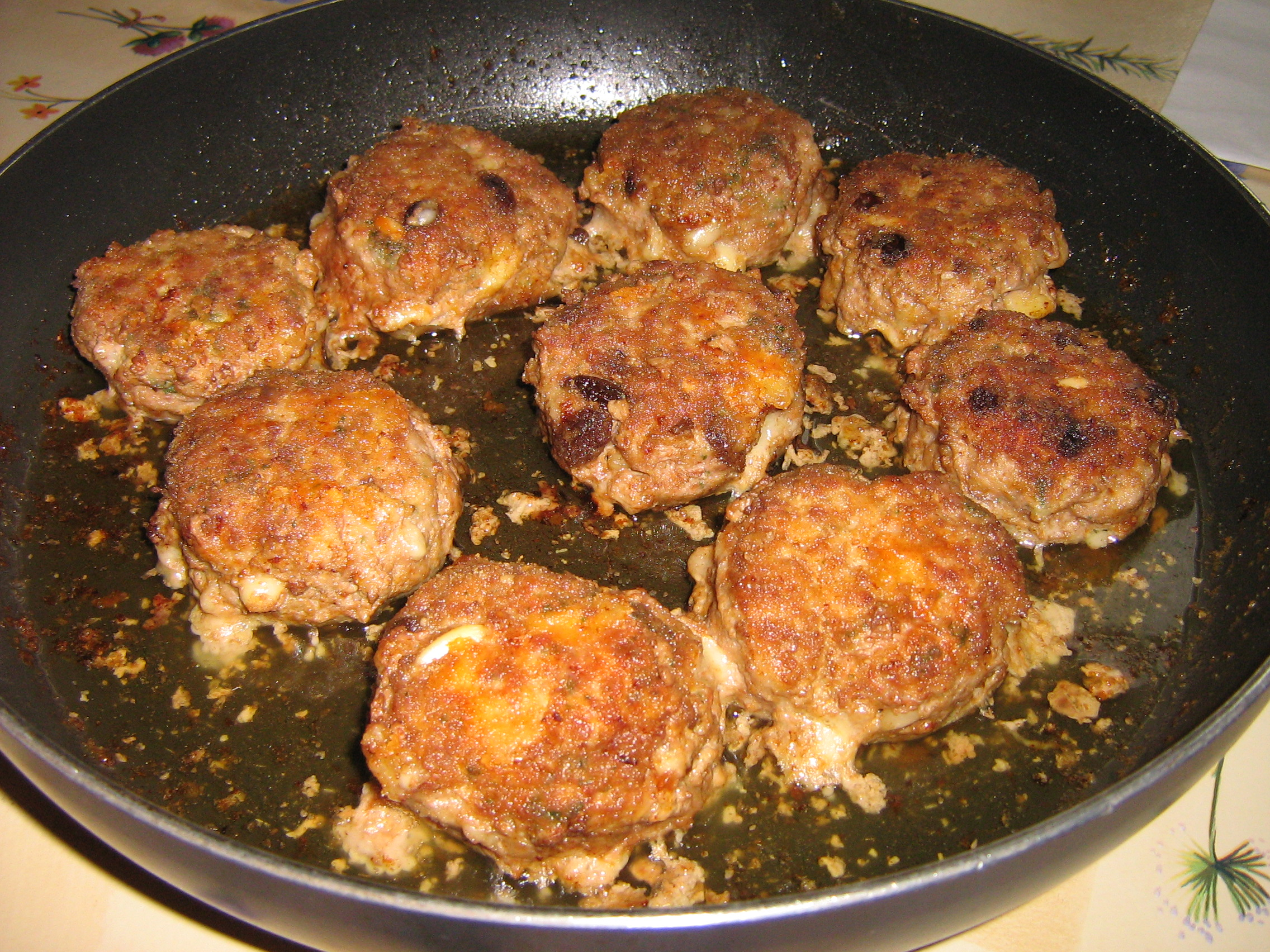
Polpette.

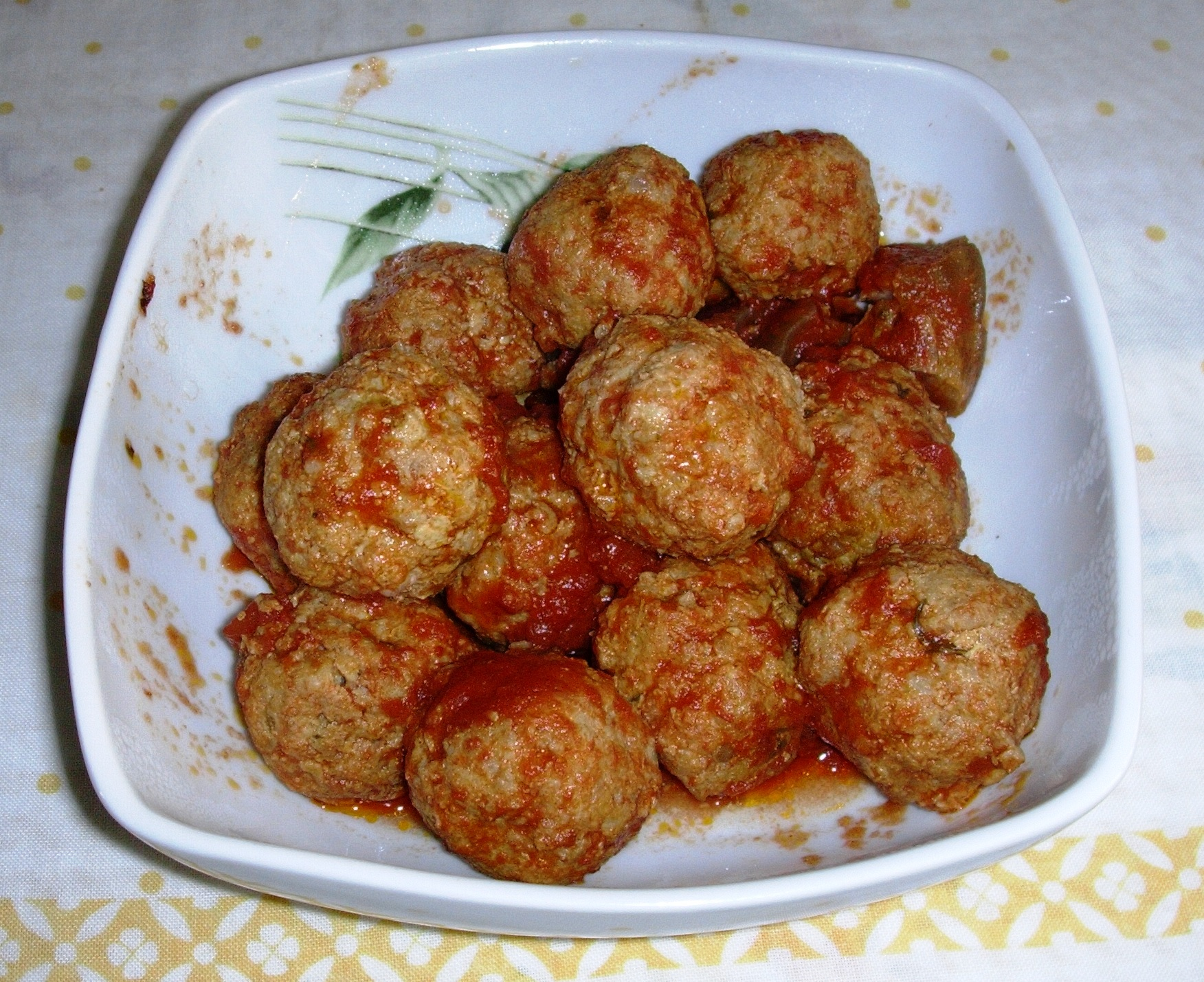
Polpette alla Mammolese, préparées avec du porc, typiques de la Calabre.

Pellegrino Artusi, dans son célèbre manuel La scienza in cucina e l'arte di mangiar bene (1891), présente les polpette comme suit :

« Ne croyez pas que j'aie la prétention de vous apprendre à faire des polpette. C'est un plat que tout le monde sait faire en commençant par l'âne, qui fut peut-être le premier à donner l'exemple au genre humain. Je veux juste vous dire comment elles sont préparées par quelqu'un avec des restes de viande bouillie ; si vous voulez les faire plus simples ou avec de la viande crue, vous n'avez pas besoin de beaucoup d'assaisonnement. Hachez la viande bouillie avec la lunette et hachez une tranche de jambon gras et maigre pour l'y ajouter. Assaisonnez avec du parmesan, du sel, du poivre, l'odeur des épices, des raisins secs, des pignons de pin, quelques cuillerées de bouillie, faites avec une mie de pain cuite dans un bouillon ou du lait, en liant le mélange avec un œuf ou deux selon la quantité. Formez plusieurs boules du volume d'un œuf, écrasées aux pôles comme le globe, panez-les et faites-les frire dans de l'huile ou du saindoux. Puis avec un sauté d'ail et de persil et le gras restant dans la poêle, passez-les dans une casserole en les garnissant d'une sauce aigre aux œufs et au citron »

Au-delà de la sauce fricassée raffinée avec laquelle Artusi propose d'assaisonner le plat, cette recette rappelle comment, au moins à certaines périodes historiques, les polpette ont aussi été un moyen d'utiliser les restes de viande, notamment la viande bouillie. Le hachis permet de mélanger et de « cacher » les ingrédients d'origine, ne laissant que savourer le goût final. Comme d'autres plats dits « pauvres », les polpette ont également connu leur évolution, devenant un plat à part entière, préparé en achetant les ingrédients de manière spécifique et en évitant presque complètement le recyclage des éventuels restes. De nos jours, les matières premières « riches » sont privilégiées, telles que : la viande hachée fraîche, le Parmigiano Reggiano râpé, le jambon ou la Mortadella Bologna (toujours râpée) ; elles peuvent être préparées avec du poisson (par exemple de la morue), ou avec des légumes.

## Il polpettone

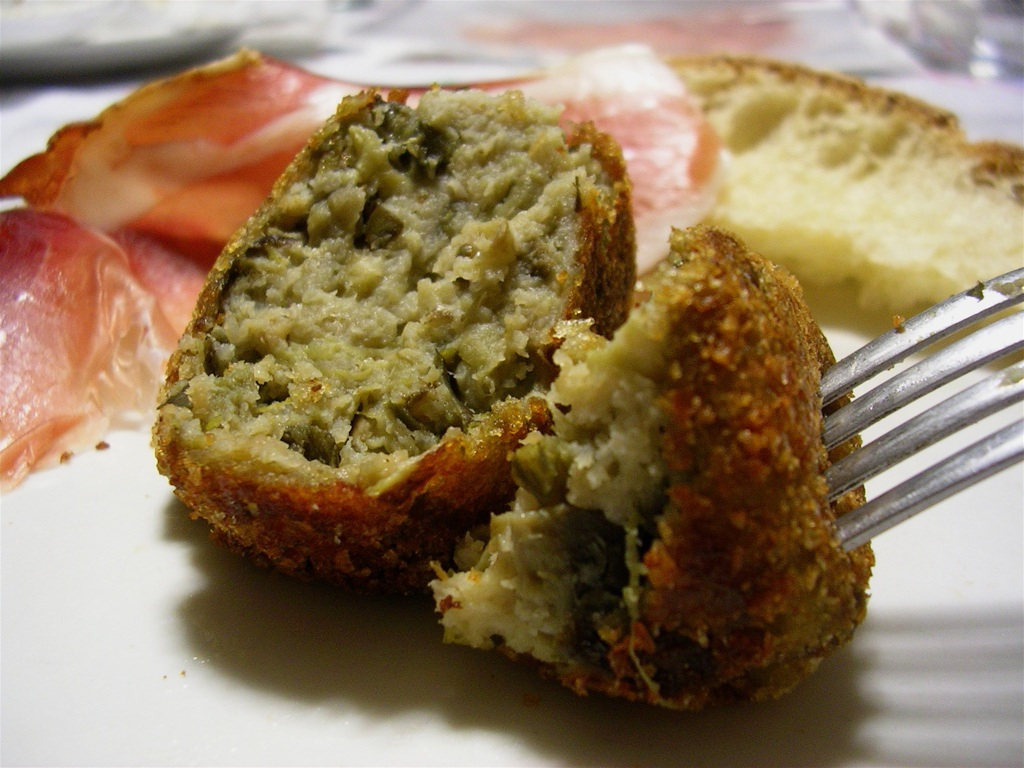
Polpettone di melanzane.

Le polpettone est une grande polpetta cylindrique d'environ 25 cm de long dont la base est la même que celle de la polpetta avec, de préférence, un mélange de viandes hachées (porc, boeuf et/ou veau) souvent enrichi avec un cœur filant de mozzarella ou des œufs durs entiers, ou encore enrobé de charcuterie. Il se cuit à la poêle ou au four.

## Déclinaisons régionales
À Naples, on mêle la viande crue de bœuf et de porc, des pignons et des raisins secs. Après friture, les polpette sont cuites dans la sauce tomate.
En Ligurie, on ajoute des champignons ; en Sicile, des oignons, du Pecorino (fromage) et de la menthe. En Toscane, on mélange veau bouilli et pommes de terre. À Bologne, on utilise le seul porc, avec de la longe hachée, du jambon et de la mortadelle, alors qu'en Molise, l'agneau est préféré et que dans les Pouilles, on en trouve à base de viande de cheval.
À Venise, la mortadelle est combinée avec du bœuf pour des boulettes servies comme cicchetto.
À Milan, les mondeghili sont des boulettes de potée de bœuf haché, panées comme une escalope à la milanaise.